# Alsó-Kemeneshát
Az Alsó-Kemeneshát a Kemeneshát Kám-Hosszúpereszteg vonaltól északra eső kistája (egyes szerzők Észak-Kemeneshátnak is nevezik), ismertebb neve a Cser.
E vonaltól nyugatra található kistájat Felső-Kemeneshátnak (Hegyhátnak) nevezik.
Az Alsó-Kemeneshát átlagosan 6–8 km széles, hosszúsága körülbelül 30 km, magassága északkelet felé egyenletesen alacsonyodik, majd a Rába síkjába simul Marcaltőnél.
A Cser elnevezés onnan származik, hogy a kistáj területét valamikor hatalmas, összefüggő erdőség borította, melynek egyik maradványa a Farkas-erdő. Az utóbbi néhány évszázadban a kiterjedt erdőket szinte teljesen kiirtották, és helyükön (irtások) szántóföldek, szőlők, legelők jelentek, meg. A huszadik század második felétől kezdve a folyamat visszafordulni látszik, az elmúlt néhány évtizedben jelentős területen hagytak fel a mezőgazdasági tevékenységgel, majd az elhagyott területek fokozatosan újra újraerdősülnek.
Az Alsó-Kemeneshát vadállománya jelentős.
Fontosabb települések: Ostffyasszonyfa, Csönge, Egyházashetye, Ikervár, Sitke, Nagysimonyi, Tokorcs, Kemenesmihályfa, Kemenessömjén, Vönöck, Kemenesmagasi, Kemenesszentpéter

## Növényvilága
Az Alsó-Kemeneshát területén megél többek között a közönséges ternye (Alyssum alyssoides), a fehér hamuka (Berteroa incana), a gyapjas penészvirág (Filago arvensis), az apró lucerna (Medicago minima), a hatsoros varjúháj (Sedum sexangulare), a kövi varjúháj (Sedum rupestre), a Tunica prolifera, a szürke gurgolya (Seseli osseum), illetve a vékony egércsenkesz (Vulpia myuros) is.